# Szalay György (kanonok)
Szalay György (Szilvágy (Vas megye), 1730. – Buda, 1767. október 31.) pozsonyi kanonok. 

## Élete
Mint esztergomfőmegyei pap Nagyszombatban kezdte hallgatni a bölcseletet. 1736 táján fölszenteltetett és idővel az álistáli (Pozsony megye) plébániát kapta, egyúttal a fölkelő magyarok tábori papja is volt. 1749. február 5-én galántai plébános lett. 1758-ban pozsonyi kanonokká neveztetett ki, azután pedig a budai Széchenyi-szeminárium kormányzójává.

## Munkái
- Fera pessima Gonosz fenevad, az az: A sárga, vagyis halaván lovon ülő kegyetlen halál, melylyet T. N. és V. Csemi Józseff uramnak, Sleziában hadakozó T. s N. Posony vármegyebeli lóvasrenden lévő militiában érdemes vitéz zászlótartónak boldog elnyugovása után szomorú el-temetésekor meg-hidegült tetemei felet valamentényére le-ábrázolt 1741. eszt. Nagy-Szombat, 1742.
- Drágalátos halála, vagy-is csendes álma, boldog által-költözése, és bátorságos örök nyugodalma Mélt. Padányi Biró Márton uramnak, veszprémi püspöknek... mellyet szomorú halottas pompájának alkalmatosságával élő nyelvel magyarázott Szent Mihály havának 15. napján. Buda, 1762.